# Brickfilm

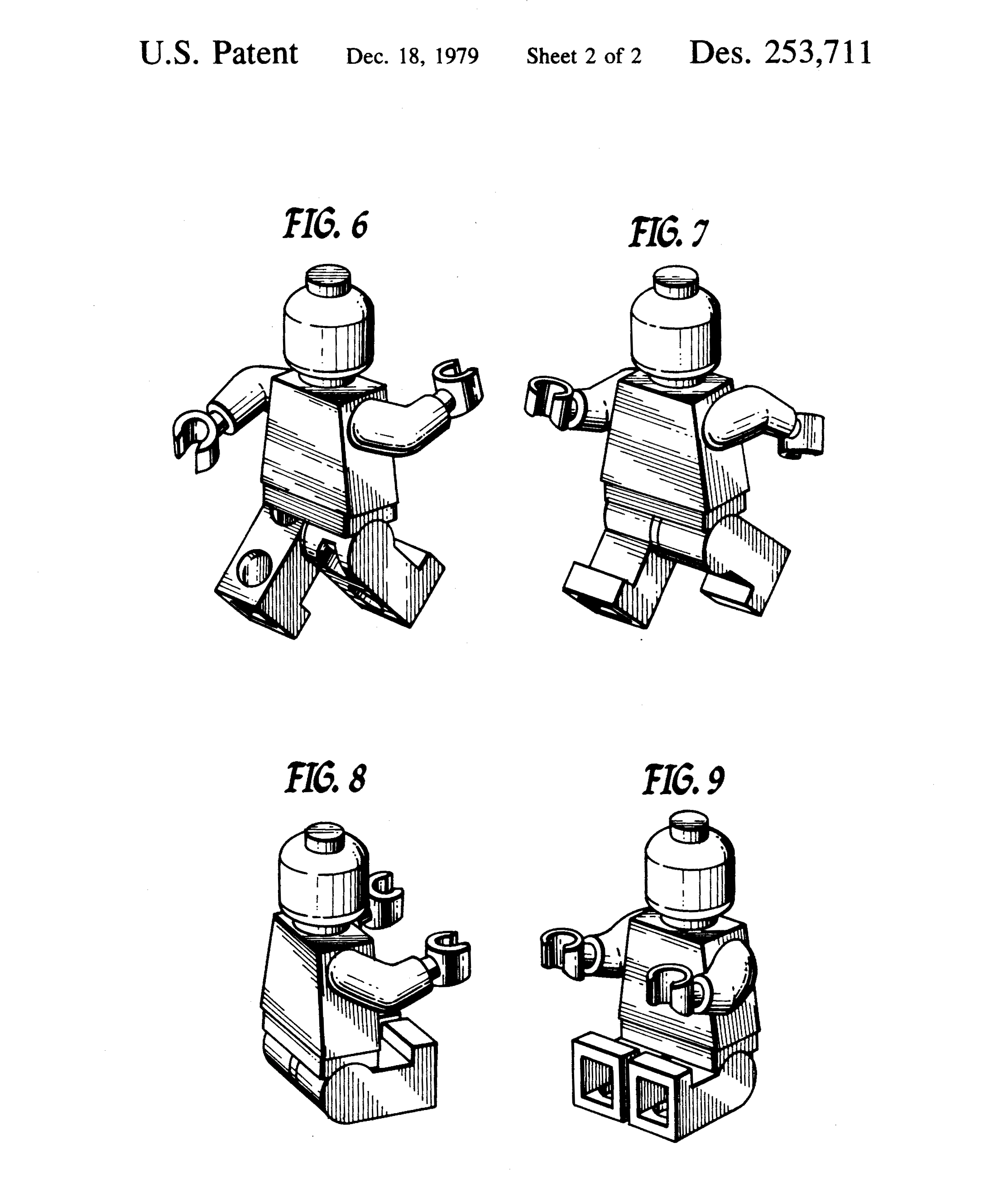
Exemplo de uma animação stop-motion de Lego usada aqui.

Um brickfilm é um filme ou vídeo da Internet feito por meio de animação em stop motion usando blocos de construção como blocos de Lego (e figuras) ou usando imagens geradas por computador ou animação tradicional para imitar a aparência. Às vezes, também podem ser filmes live-action com brinquedos de construção de plástico (ou representações deles). Desde a década de 2000, o The Lego Group lançou vários filmes, curtas-metragens e séries de televisão e os brickfilms também se tornaram populares em sites de mídia social. O termo “brick film” foi utilizado por Jason Rowoldt, fundador do site brickfilms.com.
Filmes como The Lego Movie (2014) e The Lego Batman Movie (2017) utilizam da técnica do brickfilm.

## História

### Décadas de 1960–1970: primeiros brickfilms
O primeiro brickfilm conhecido foi um anúncio alemão da Lego, lançado por volta de 1960. Ele apresenta vários personagens animais construídos com peças, incluindo cães, gatos e camelos, todos animados em stop-motion. Poucas informações se sabem sobre o anúncio, exceto que foi lançado para cinemas alemães. Uma exposição com o anúncio está localizada na Coleção de História da Lego House, em Billund, Dinamarca.

### década de 2000–presente
Ao longo dos anos 2000, os brickfilms ganharam sofisticação e ganharam alguma atenção da mídia. Filmes de ponta frequentemente apresentavam efeitos digitais, criados quadro a quadro com editores de imagem ou inseridos por meio de software de composição de vídeo. Em 2000, o brickfilm Rick & Steve: The Happiest Gay Couple in All the World foi aceito em mais de 80 festivais de cinema, incluindo Sundance.

## Técnica
Os brickfilms modernos são capturados com câmeras fotográficas digitais (às vezes na forma de webcams, DSLRs ou filmadoras com capacidade para capturar imagens estáticas). As taxas de quadros mais utilizadas para brickfilms são 12, 15 ou 24 quadros por segundo. Os animadores também tendem a usar um ciclo de caminhada padrão de minifiguras de 4 quadros.
Para capturar imagens para a animação, a maioria dos produtores de brickfilm prefere usar softwares dedicados a stop motion, como os gratuitos Stop Motion Studio, Boats Animator e Eagle Animation, ou softwares profissionais como o Dragonframe. Em seguida, softwares de composição como o Adobe After Effects podem ser usados para adicionar efeitos visuais, e um editor de vídeo pode ser usado para compilar os quadros com faixas de áudio e concluir a produção do filme.

## Franquias
O Grupo Lego produziu diversos curtas-metragens, longas-metragens e jogos eletrônicos com minifiguras e peças de Lego. A maioria deles é baseada em outras franquias já existentes, como Star Wars ou DC Comics. Esses filmes são criados principalmente com animação gerada por computador e estilizados de forma a imitar a aparência de filmes de blocos em stop motion.
Vários jogos eletrônicos também apresentam mini figuras de Lego e peças inspiradas em filmes de Lego.